# Valérie Létard
Valérie Létard (Orchies, 13 oktober 1962) is een politicus uit Frankrijk.
Zij is de dochter van Francis Decourrière, een voormalig Frans afgevaardigde in het Europees parlement. In september 2001 kwam ze in het Frans parlement. Van juni 2007 tot november 2010 was zij Ministère des Affaires sociales et de la Santé (minister van Sociale Zaken) in de Regering-Fillon II. Vanaf december 2010 is zij senator.